# تروی مک اینتوش
تروی مک اینتوش (انگلیسی: Troy McIntosh؛ زادهٔ ۲۹ مارس ۱۹۷۳) ورزشکار دو و میدانی اهل باهاما است.
وی در مسابقات کشوری و بین‌المللی در مجموع برندهٔ ۱ مدال برنز شده‌است.